# Maria Pfäffinger

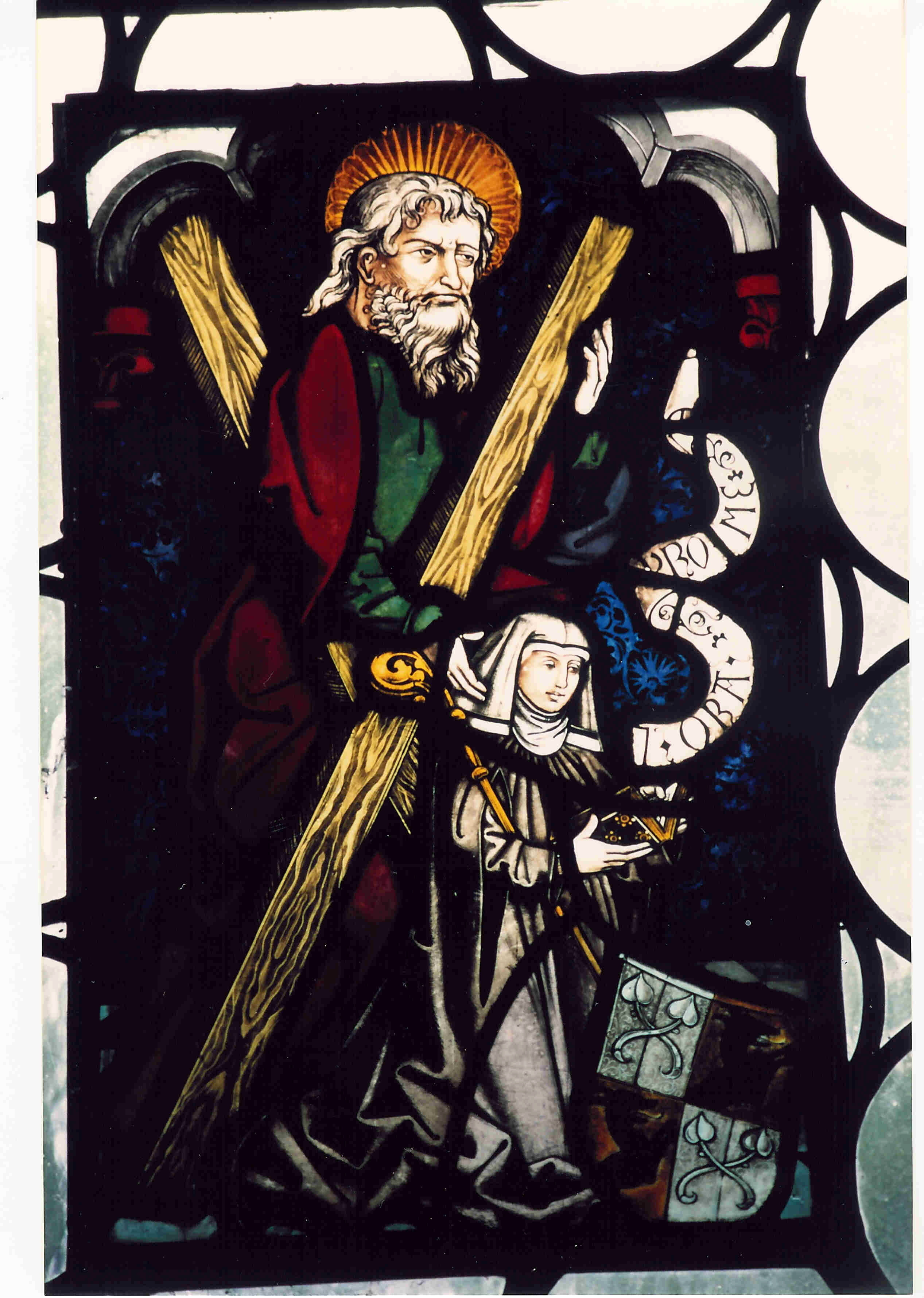
Ursula Pfäffinger, beschützt vom Heiligen Andreas (Glasfenster in der Kirche von Salmanskirchen)

Maria Pfäffinger (andere Schreibweise: Pfaffinger; * 7. September 1463 auf Schloss Wildenheim; † verm. 28. Oktober 1528 im Benediktinerinnenstift Frauenchiemsee) war unter dem Namen Ursula die 35. Äbtissin des Klosters Frauenchiemsee und stand diesem von 1494 bis 1528 vor.

## Leben und Wirken
Sie gehörte dem Adelsgeschlecht der Pfäffinger an und war Tochter von Gentiflor Pfäffinger und Magdalena Huberin von Wildenheim. Das Schloss Wildenheim, auf dem sie geboren wurde, war das Schloss der Eltern ihrer Mutter Magdalena Huber von Wildenhaim. Als diese 1463 mit Ursula hochschwanger ging, brannte das alte salmanskirchner Schloss, welches sich am Hügel neben der Kirche befand ab. Magdalena brachte deshalb Ursula in Wildenheim auf die Welt.
Ursula trat in jungen Jahren in das Kloster auf der Insel Frauenchiemsee ein und wurde dort mit 31 Jahren am 30. Oktober 1494 zur Äbtissin gewählt. Die Wahl wird am 8. November 1494 durch den Erzbischof von Salzburg, in dessen kirchlichem Juristiktionsbereich das Kloster liegt, bestätigt. Am darauffolgenden Tag erteilt ihr Bischof Georg von Chiemsee in der Klosterkirche der Erzabtei zu St. Peter in Salzburg die Benediktion. Ihre erstmalige urkundliche Erwähnung erfolgt unter dem 17. November 1494.
Sie steht in bester Gesellschaft: Die Äbtissinnenreihen nennen Namen der hervorragendsten Adelsgeschlechter des Mittelalters in der Region, wie die v. Schönstätt, Zaisering, Truchtlaching, Torer, Hampersdorfer, Kallensberger, Laiminger, Aichberger, Auer v. Winkel, v. Bodmann, v. Perfall, v. Grimming, v. Scharfsedt, v. Thann, v. Giensheim, Offenheim und die Reichsgrafen v. Hörwarth. Sogar eine Habsburgerin findet sich unter den Äbtissinnen. Auch die wenigen Namen der Konventsfrauen, die sich aus dem Mittelalter gerettet haben, zeichnen sich durch hohen Adel aus. Angefangen von der Engillind im 10. Jahrhundert bis herab zur Aufhebung des Klosters im Jahre 1803 sind in Chiemsee die Töchter des hohen und niederen Adels vertreten. In der Regel war sogar der Adel nach beiderseitiger Abstammung gefordert.
Das Kloster übernimmt sie in schlechtem wirtschaftlichen Zustand. Um die Kosten ihrer Weihe bezahlen zu können, muss sie trotzdem 200 Gulden entlehnen und dem Erzbischof von Salzburg 28 Dukaten als Weihesteuer erlegen. In ihrem ersten Amtsjahr bricht auf der Fraueninsel "ein grosse sterb" aus: die Pest. Ihr erliegen viele Menschen. Auch im Kloster sterben vier Frauen und eine Novizin, von den Dienstboten der Kellermeister und einige Knechte.
Schon 1501 besteht der Konvent einschließlich der Äbtissin aus 19 Chorfrauen und mehreren Laienschwestern, von denen zwei namentlich bekannt sind. Im Vergleich zu den Konventstärken des weiteren 16. Jahrhunderts stand Frauenchiemsee somit zu dieser Zeit gut da.
Ein nicht immer starkes Glied in der Verwaltungskette waren die Kämmerer und Pröpste, von denen einige auch gerne in die eigene Tasche arbeiteten. 1497 begibt sie sich deshalb, möglicherweise nicht zum ersten Mal, diesmal aber zu Dreikönig, also im härtesten Winter auf die Güter des Stiftes nach Tirol, um Unterschleife aufzudecken und zu bestrafen und um Lehen neu oder erneut zu vergeben. Es gehört Mut dazu, die Anstrengungen eines Rittes über Saumwege im Gebirge und selbst über die Brennerstraße zu unternehmen, wobei man jeden Augenblick eines Überfalles gewärtig sein musste. Um einen verlässlichen und gleichzeitig unverdächtigen männlichen Begleiter zu haben, bittet sie ihren Vater Gentiflor um diesen Dienst. Sie selbst schreibt darüber: "Item fueren Wir darnach in obemelten jar (Anm.: 1495) in das pirg gein Ynspruck, her Cristoff von Freyberg vnnd her Gennflor, vnnser vatter, mit vnns, (und) lichen dasz vnsers gotshawß lechen. …" ("So fuhr ich danach im erwähnten Jahr in das Gebirge Richtung Innsbruck, wobei mich Herr Christoph von Freyberg und Herr Gentiflor, mein Vater, begleiteten, um die Lehen des Klosters zu vergeben.")
In dieser Zeit besitzt das Kloster Güter wie z. B. die Propstei Buch am Erlbach bei Landshut, aber auch in den Gerichtsbezirken Trostberg, Kling (heute ein Ortsteil von Saaldorf-Surheim), Traunstein, Rosenheim, Kufstein, Rattenberg und einigen mehr.
Die Reise unternimmt sie, weil sich verschiedene Missstände eingeschlichen haben. Die Abgaben im Leukental sind so gering geworden, dass sie jeden einzelnen Untertanen fragt, was er „an Stift und Gült verabreiche“, also an Abgaben zahle. Es ergab sich, dass der Propst des Klosters jährlich 15 Gulden zu wenig gerechnet hat. Er muss den Schaden ersetzen und überdies 50 Gulden Strafgeld zahlen. Ebensolche Unterschlagungen findet sie auch an anderen Orten, wo sie die Abgaben persönlich erhebt.
Bei solch umsichtiger Verwaltung gelingt es ihr, die Schuldenlast des Klosters zu verringern. Bald kann sie wieder einige Güter kaufen und verschiedene Bauten aufführen. 1508 wird aber auch der erste Hof wieder verkauft.
Der Landshuter Erbfolgekrieg 1504 ist der Streit der wittelsbachischen Linien in Bayern und der Pfalz um die Erbfolge in Landshut nach dem Tode Herzog Georg des Reichen. Ursula tut alles, um die unmittelbaren Folgen des Krieges von ihrem Gotteshaus abzuwenden. Sie beruft ihren kampferprobten Cousin, Ritter Hans III. von Herzheim (dessen Mutter Veronika ist eine Schwester von Ursulas Vater Gentiflor) als Kommandanten und lässt die Insel zu einer kleinen Festung ausbauen. Diese wird mit Pfahlwerk verschanzt, zwei Tore werden aufgeführt und neun Geschütze aufgestellt.
So konnte sie einer großen Zahl von flüchtigen Familien Asyl gewähren. Das Stift selbst blieb, allerdings durchaus auch mit Glück, vor feindlichen Anfällen verschont. Die Truppen der Pfälzer Partei pflanzen ihre Fahnen auf dem Schloss Stein an der Traun auf. Später rudern sie über den See und stecken den Klosterstadl auf der Krautinsel in Brand. Aber die Pfälzer sind in Eile, ziehen schließlich ab und lassen die Klosterfrauen in Ruhe. Äbtissin Ursula lieferte auch einen Beitrag zur Zeitgeschichte: sie schrieb ein Tagebuch über die damaligen Kriegsereignisse, welches im Band VIII des Oberbayrischen Archiv für Vaterländische Geschichte abgedruckt ist.
Gestützt auf Kaiser Maximilian I. Achterklärung gegen Herzog Ruprecht, greifen die Frundsberger die Güter des Klosters im Ötztal und Gilg der Frohnheimer die im Leukental an, obwohl diese einen Schutzbrief des Kaisers in Händen haben. Nur mit großer Mühe und mit vielen Kosten kann das Kloster später wieder in den Besitz seiner Güter gelangen. Zur wenigstens einigermaßen Entschädigung erlässt der Kaiser, der, in den Tiroler Bergen angeblich der Gemsjagd nachgeht und sich um die Nöte des Landes zu wenig gekümmert hat, am 1. November 1506 dem Kloster die schuldige Mai- und Herbststeuer von 18 Pfund Pfennig. Wenn man ein Pfund Pfennige mit etwa 240 Pfennigen ansetzt, so beträgt die Summe 4.320 Pfennige. Um diese Summe hätte man einen Tagelöhner ein ganzes Jahr beschäftigen oder 540 Paar Schuhe oder ebenso viele Hüner kaufen oder 432 kg Rindfleisch (verzehrfertig) kaufen können.
Ihre guten Beziehungen zum Hochadel verstand sie für das Kloster zu nutzen. Nach einer Urkunde bewilligte Herzog Wolfgang von Bayern „auf Bitte unsers Oheims des Kurfürsten Friedrich von Sachsen“ dem Stift ein großes Fischnetz, einen so genannten „Schöpfen“.
Umgekehrt wurden dem Kloster Einkünfte (Jahrtage, Seelgerät etc.) zugestiftet. In die Regierungszeit Ursula Pfäffingers fielen acht Stiftungen, drei davon durch die Äbtissin und den Konvent selbst. Eine davon verschrieb die Äbtissin ihrem Bruder, Ritter Degenhart Pfäffinger weil er sich um das Kloster sehr verdient gemacht hatte. Mit der Ausbreitung der reformatorischen Ideen aber brach die Stiftungstätigkeit abrupt ab: nach 1523 wurde kein Gedächtnis mehr eingesetzt, die nächste Stiftung erfolgte erst 1603.
Dem Gedächtnis der Verstorbenen, insbesondere aber der Erlösung Armer Seelen aus dem Fegefeuer war die Armeseelenbruderschaft des Klosters gewidmet, die Äbtissin Magdalena von Auer (1467–1494) errichtet hatte. Ursula Pfäffinger bestätigte sie.
Ein weiterer Brauch der mittelalterlichen Frömmigkeit war die Gebetsverbrüderung von Klöstern untereinander. Diese Zusicherung des Gebetes und der geistlichen Stärkung diente neben religiösen Zielen auch dem gegenseitigen Informationsaustausch, etwa über verstorbene Konventualinnen. So teilt am 24. Oktober 1501 Ursula den befreundeten Klöstern das Ableben zweier Mitschwestern und anderer Personen im Kloster mit und bittet um das Gebet. Ähnlich ihr Brief an die befreundeten Klöster vom 15. November 1512.
Auch wurde durch diese Verbrüderungen das klösterliche Selbstbewusstsein gestärkt. Unter Äbtissin Ursula Pfäffinger wurden zu den bereits bestehenden Kontakten neue Gebetsverbrüderungen mit den Klöstern Ebersberg, Attel, Berchtesgaden, der österreichischen Provinz der Karmeliten, den Klöstern Altenhohenau und Wilten, den Dominikanern zu Landshut, sowie den Klöstern St. Peter in Salzburg und Tegernsee geschlossen. Doch ähnlich wie bei den Stiftungen bricht die Phase der Verbrüderungsschlüsse nach 1514 ab und lebt erst Ende des 16. Jahrhunderts wieder auf.
Ein Privileg Papst Alexander VI. vom 31. März 1500 erlaubt den Frauen an drei Tagen der Woche Fleisch zu essen und an den übrigen Tagen mit Ausnahme der Karwoche sich der Laktizinien [Anm.: Milchprodukte] zu bedienen. Über Fürsprache von Dr. Johann von Staupitz wurden dem Kloster noch weitere Privilegien erteilt. Es wurde ihnen der Genuss von Laktizinien in der Fastenzeit und an den Jejuniumstagen und der Fleischgenuss im Falle der Krankheit gestattet. Auch dürfen sie ab 1507 wieder Leinenwäsche tragen. Einerseits fielen so die lästigsten Vorschriften der Regel von Melk, andererseits war das Bewusstsein von der alten Strenge längst nicht mehr wach. Als Ursula im Jahre 1500, "dem gnadenreichen Jahr" (Jubeljahr), die Pfortenwinde wieder einführt, da ist nicht jeder und jede im Kloster mit der Rückkehr zur strengen Klausur einverstanden: "gevell nit ydem man woll" ("gefällt nicht jedem"), schreibt die Äbtissin.
Von den in der Bayerischen Säkularisation dem Kloster entzogenen Paramenten, Liturgiegeräten und Pretiosen wissen wir aus den geretteten Bestandsverzeichnissen. Mit Bezug auf Ursula Pfäffinger finden sich darin: Ein großes silbernes Büstenreliquiar der hl. Anna mit den Wappen der Äbtissin Ursula und der Abtei und eine silberne Madonna mit Kind, gestiftet von der mit den Pfäffingern verwandten Familie Herzhaimer. Die Dedikation dieser Madonna könnte mit der Jahrtagstiftung durch Hans Herzhaimer vom 14. Oktober 1503 zusammenhängen oder möglicherweise auch eine Dankesbezeugung sein, da Äbtissin Ursula Pfäffinger einen Teil ihres väterlichen Erbes mit Wissen und Bewilligung ihres Konvents am 22. Februar 1523 ihren Vettern Ritter Hanns von Dachsperg und Ritter Hanns III. Herzhaimer überlassen hatte.
Äbtissin Ursula hatte vermutlich angelegentlich ihrer Reise nach Tirol zu Dreikönig 1495 die in einem Inventar von 1551 erwähnte außen und innen vergoldete Silberscheuer mit den Wappen Herzog Sigmunds, seiner Gemahlin Katharina von Sachsen, der Äbtissin Ursula und der Abtei zum Geschenk erhalten. Die Wappen der Äbtissin und der Abtei können dabei aber auch erst später angebracht worden sein. Das „Silberinventar der Abtei Frauenchiemsee“ vermerkt diese Scheuer gleich an erster Stelle wie folgt: „Erstlich ain Scheirn inen vnnd aussen vergullt mit ainem Luckh [Anm.: Luck (auch Überluck) = Deckel.], darinnen vier wappen Österreich, Sachssen, Chiembsee vnnd Pfäffing.“
In ähnlichem Zusammenhang könnte ein Andreasreliquiar mit dem Wappen der Katharina von Sachsen in den Besitz des Klosters gekommen sein.
In besagtem "Silberinventar der Abtei Frauenchiemsee" findet sich ferner, und zunächst im weltlichen Bereich:
- Mer ainen hohen silbren pecher, innen vnnd aussen vergult, auf dreyen fuessen sambt ainem Vberluckh, mit Chiemseer vnnd Pfäffinger Wappen.[37] (Außerdem ein hoher silberner Becher, außen und innen vergoldet auf drei Füßen samt einem Deckel, mit dem Chiemseer- und dem Pfäffinger-Wappen.)
- Ainen khnorten austribnen silberen hohen pecher auf ainem praitten fuesß sambt ainem Vberluckh, alles innen vnnd aussen vergult, mit Pfäffinger Wappen. (Ein buckelwandig getriebener, silberner, hoher Becher auf breitem Fuß mit Deckel, zur Gänze innen und außen vergoldet, mit dem Pfäffinger-Wappen.)
- Vier silbrene Essich Schüsslein mit vergullten Raifflen vnnd Pfeffinger Wappen.[38] (Vier silberne Essigschüsselchen mit vergoldeten Ringen und dem Pfäffinger-Wappen.)
- Ain silberer, innen vnnd auswenndig vergullter Löffl, darauf ain Still, die Jarzall 1497.[39] (Ein silberner, innen und außen vergoldeter Löffel mit Stiel und der Jahreszahl 1497.)
- Sechss Löffl mit silberen vergullten Stillen vnnd Pfäffinger Wappen. (Sechs Löffel mit silbernen, vergoldeten Stielen und dem Pfäffinger-Wappen.)

Vom gleichen "Siberinventar der Abtei Frauenchiemsee" werden der Sakristei, also dem geistlichen Bereich, zugeordnet:
- Ain grosß Pildt sand Anna mit Chiemseer vnnd Pfäffinger Wappen. (Ein großes Bild der Heiligen Anna, mit dem Chiemseer- und dem Pfäffinger-Wappen.)
- Ain Silbrenß Täfel mit zwayen Lukhen vnnd Chiemseer vnnd Pfeffinger Wappen.[40] (Eine kleine silberne Tafel mit zwei Vordächern und dem Chiemseer- und dem Pfäffinger-Wappen.)
- Ain silberer Anndreas mit Herzogs von Sachsen Wappen. (Ein silberner Heiliger Andreas mit dem Wappen des Herzogs von Sachsen.) Es könnte sich dabei um ein Geschenk des Dienstherren ihres Bruders Degenhart, den Kurfürsten Friedrich III. des Weisen von Sachsen handeln. (Obwohl Friedrich III. streng genommen kein Herzog war. Wohl aber führte er das sächsische Wappen mit dem Rautenkranz und dieses für sich genommen war ein herzogliches Wappen. Außerdem war die an der Regierung befindliche Generation der Herrscher Sachsens erst die zweite nach der Linienteilung in die herzoglich albertinische und die kurfürstlich albertinische Linie. Da nahm man das nicht so genau.)
- Mer ain Maria pilt mit Herzhaimer Wappen. (Ferner ein Marienbild mit dem Herzheimer-Wappen.) Wohl eine Dedikation ihres Cousins Hans III. von Herzheim.

## Bautätigkeit
Da sie die Klostergebäude in erbärmlichen Zustand übernimmt, muss sie an vielen Stellen mit Bau und Renovierung beginnen. So entfaltet die Äbtissin in den ersten Jahren ihrer Regierung eine reiche Bautätigkeit:
- 1494 setzt sie sofort nach ihrer Wahl den Wiederaufbau der im Jahre 1491 abgebrannten Klosterkirche fort.
- 1496 bekam die 1476/77 zusammen mit der darunterliegenden gotischen Apostelkapelle erbaute Äbtissinnen- oder Institutskapelle eine Gesamtausmalung. Dabei wurde am Bogenscheitel wurde oben das Klosterwappen, darunter die Jahreszahl 1476 und die Wappen der Eltern der Erbauerin der Kapelle, der Äbtissin Magdalena Auer von Winkel, und anschließend die Jahreszahl 1496 und wiederum die Wappen der Eltern der Äbtissin Ursula, nämlich Pfäffinger (zerstört) und Hueber von Wildenheim angebracht. 1513 im Zusammenhang mit einer Rekonziliation durch Bischof Berthold Pürstinger von Chiemsee wird ausdrücklich von "Capella et altare abbatissae" ("Kapelle und Altar der Äbtissin") gesprochen.
- 1497 lässt sie unter anderem die Gesindehäuser des Klosters renovieren.
- 1499 nimmt sie weitere Ausbesserungen an der Klosterkirche vor.
- 1500 und 1501 erweitert sie die Klostergebäude.
- 1501 lässt sie zum frauenchiemseer Kammerhof in Axams (heute sog. Koritlerhaus, 6094 Axams in Tirol, Sylvester Jordan Straße 3) ein neues Gefängnis erbaut, in welches sie die Schädiger des Gotteshauses Frauenchiemsee, die sie bei ihren Visitationsreisen erkennen konnte, „einstecken“ ließ. Die dortigen Untertanen mussten das Baumaterial herbeiführen, während die Handwerker ihren Taglohn erhielten.[41] Bis vor wenigen Jahren existierte ein Rest des Kerkers noch und wurde als Weinkeller genutzt. Der ehemalige frauenchiemseeische Kammerhof ist durch einen erst in jüngerer Zeit erfolgten Umbau in ein Wirtshaus nicht mehr als altes Verwaltungsgebäude erkennbar.[42]
- 1503 wird die Sakristei renoviert
- 1503 wendet sie sich, um eine neue Tenne zu legen und einen Dachstuhl zu reparieren, an den Landtag in Aichach und die Regierung in Landshut um eine "zymertewer" (Zimmersteuer, etwa: Bauholzunterstützung). Sie wurde gewährt und das Bauholz mussten die Untertanen im Grassauertal aufbringen. Das Holz wurde mit großer Mühe über den gefrorenen See auf die Insel gebracht, und die Äbtissin hat dies der Nachwelt verewigen lassen, "damit auch in Zukunft der Aigelsbuch verschont werde und man bei etwaigen Baufällen auch in Zukunft um eine Zimmersteuer einkomme".
- 1505 ließ sie das Dach der Kirche mit Ziegeln decken: "ist das erst ziegl dach das bey unserm gotshaus gewesenn ist" wird vermerkt.[43] Sie ist offenbar auf diese wichtige, weil die Brandgefahr vermindernde und die Haltbarkeit des Daches verlängernde, damals sehr kostspielige Neudeckung gebührend stolz.[44]
- 1506 wird, den gestiegenen Anforderungen an die Hygiene Rechnung tragend, ein neues Badehaus errichtet.
- 1506/07 ersetzt Äbtissin Ursula den Holzbau des "Bräuhaus", das jetzt Schul- und Seminarräume, Gästezimmer und Kellerei beherbergt und im Mittelalter ein hölzerner Getreidekasten des Klosters war durch einen Steinbau, ausgeführt von Meister Ulrich Häntler, dem Jüngeren von Burghausen.[45]
- 1507 beginnt man mit dem Neubau eines Kastens.[46]
- 1509 beginnt sie das frühere Ökonomiegebäude, jetzt „Klosterwirt“, neu zu bauen. Es handelt sich um das übrig gebliebene Mittelstück eines größeren, das Maier- oder Knechtshaus samt Klosterstallung umfassenden Gebäudekomplexes. Sie ersetzt die veralteten hölzernen Ökonomiegebäude teilweise durch Steinbauten. An der Südseite findet sich ein Rotkalkstein als „Bautafel“ mit der Jahreszahl 1514, dem Jahr der Vollendung des Baus und einem Engel, der das Doppelwappen hält (Stift und Pfäffinger).[47]
- 1513, am 2. April, konsekrierte schließlich der Chiemseer Bischof Berthold Pürstinger (1508 bis 1525) zwei Kapellen zu Ehren der Heiligen Michael und Nikolaus und am 4. April 1513 eine Kapelle zu Ehren des heiligen Martin.[48]
- Unter ihrer Regierung und durch sie veranlasst wurden ferner die Kirche in Mauerkirchen, ein Haus in Innsbruck, eine Taverne in Seebruck und verschiedene weitere Bauten auf der Fraueninsel errichtet.

Nebenbei kaufte sie noch neue Ornate und Kelche.

## Persönliches und Familiäres
Am Martinstag, dem 12. Dezember 1514, kommt Hans III von Herzheim, einer von Ursulas engsten Verwandten, auf die Insel. Er hat einen großen Fischerkorb bei sich, den er ins Kloster tragen lässt. Sie öffnet den Korb, worauf ihr ein kleines Mädchen entgegen lächelt. Das Kind war die dreijährige Tochter Euphrosine des Herzheimers. Es hatte neun Tage nach seiner Geburt seine Mutter, Ehrentraud von Waging, verloren und wurde von da an von seiner Tante im Kloster erzogen. Allerdings nicht so ganz gratis. Sie schließt mit dem Herzheimer einen Vertrag, demzufolge seine Tochter Euphrosyne im Kloster gegen eine Jahrespension von 400 rheinischen Gulden unterrichtet und erzogen werden sollte. Um diesen Betrag hätte man etwa 200 Rinder oder 40 Pferde kaufen können. Die eigentliche Pflege und Erziehung des Kindes übertrug Ursula der Dechantin Ursula Hinzhauser an, die das "kindt mit großem vleiß auf tugent auferzogen hat".
Nach dem Tod ihres Bruders Degenhart am 3. Juli 1519 zählt sie unter dessen Erben. Ihren Miterben und Vettern Hans III. von Herzheim und Hans Georg von Dachsberg überlässt sie u. a. Ihre Anteile an den Schlössern Salmanskirchen und Zangberg. Ihr Geburtsschloss Wildenheim überlässt sie hingegen ihrem Kloster. Bis ins beginnende 17. Jahrhundert hinein scheint noch „Die Stift um Neufraunhofen und zu Wilnhalm – 17. Amt“, also Abgabenlisten und -quoten aus dieser Besitzung auf. Unter anderem bezog das Kloster aus Wilnhalm, wo ein ganzer Hof stand, Gänse. Den (heute längst abgekommenen) Edelsitz Wildenhaim selbst besaß das Kloster bis mindestens 1523.
Unter Äbtissin Magdalena Haidenbucher wurde in der ersten Hälfte des 17. Jahrhunderts eine Liste der Spenden verfasst, die seit alters her jährlich vom Kloster Frauenchiemsee an Arme und Bedürftige verteilt wurden. Darunter findet sich eine Brotstiftung der Äbtissin Ursula Pfäffinger: Jedes Vierteljahr zu Quatember wurden aus 12 Metzen Korn (wohl ungefähr 450 l) etwa 1.000 Laib Brot (zu je ca. 600 g) gebacken und an die Armen verteilt. Trotz des Gelübdes der persönlichen Armut hatten die Konventsfrauen eigenes Einkommen und Vermögen, das solche Stiftungen zuließ. So stand neben den gemeinsamen Einkünften des Klosters jeder Frau eine eigene Pfründe zur Verfügung, aus der sie ihre zusätzlichen Bedürfnisse bestreiten konnte. Diese Pfründe brachte sie beim Eintritt in das Kloster als Aussteuer mit, aus ihren Erträgen lebte sie. Die Frauen hatten Anspruch auf einen Anteil an den gestifteten, also dem Kloster abgabenrechtlich gesicherten Naturalien, die über das Jahr hin verteilt waren. Eine sog. Reichnisordnung von 1527, also noch in der Amtszeit Ursulas, regelt diese Ansprüche.

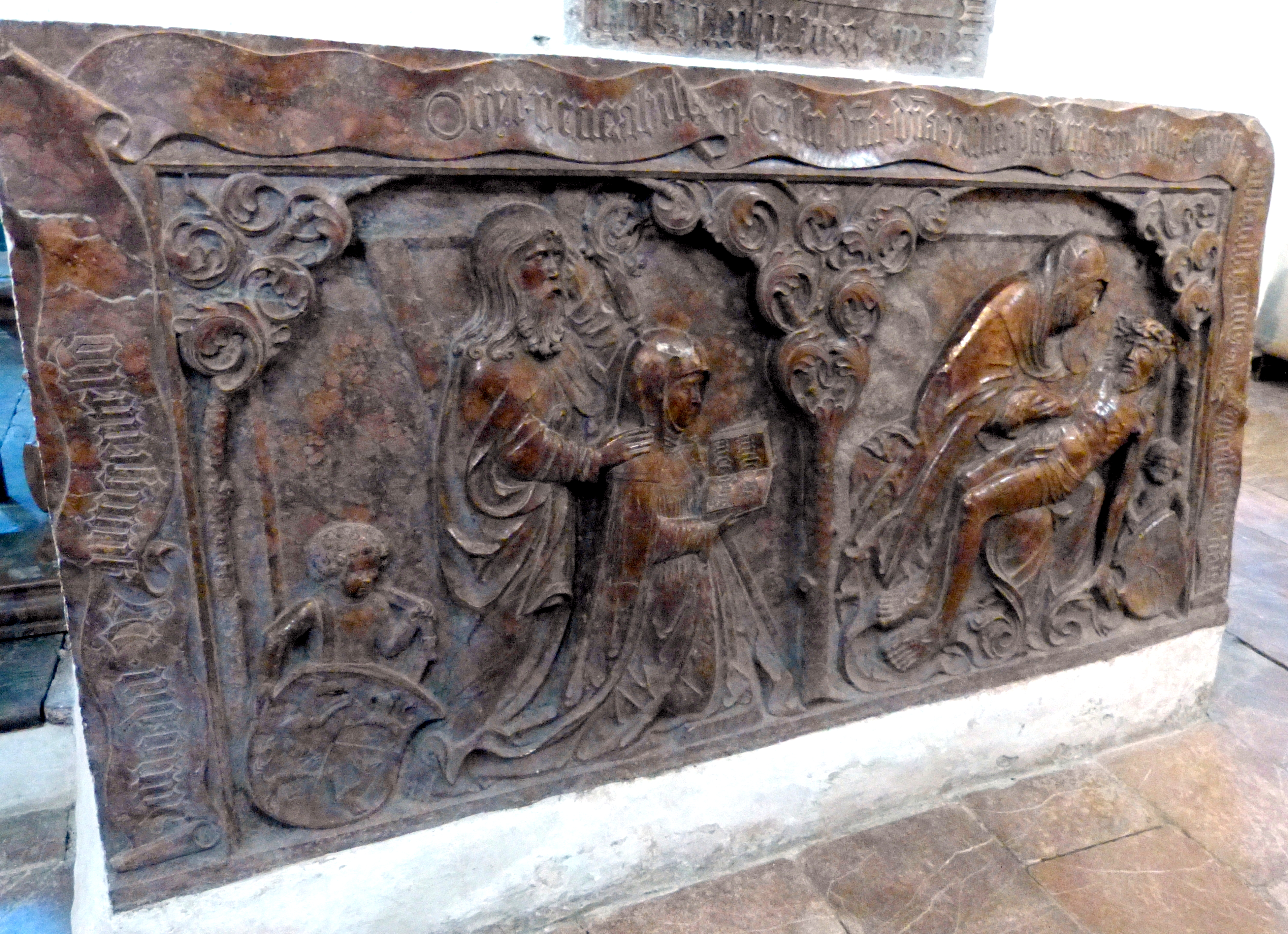
Grabmal der Äbtissin Maria Pfäffinger

## Resignation und Tod
Am Ende ihres Lebens, vermutlich 1528, resigniert Ursula in des Wortes wahrster Bedeutung: sie legte ihr Amt nieder und trat als Äbtissin zurück. Ihr nicht lebensgetreues Gemäldeportrait auf einer Holztafel im Äbtissinnengang des Klosters Frauenchiemsee entstand etwa 1600. Es trägt den Hinweis: "Ain und drryssigste Abtessin ist gewesen Frau Ursula von Pfäffing von 1494 untzt auf das 1528 jar dem closter vorgestanden." Trotzdem wollen manche Autoren ihre Resignation erst 1529 ansetzen. Genaue Urkunden dazu fehlen leider. Johann Doll bezeichnet diese Resignation als eine "freiwillige, wohl wegen Krankheit und Alters". Ursula war 1528 immerhin 65 Jahre alt.
Ursula wird letztmals urkundlich erwähnt unter dem 2. Jänner 1528. Sie stirbt an einem 28. Oktober. Das Jahr ist nicht eindeutig feststellbar, auf dem Grabstein Ursulas fehlt es jedenfalls. Vieles spricht dafür, dass es das Jahr 1528 war. Allerdings könnten es auch die folgenden Jahre, spätestens das Jahr 1532 gewesen sein.
Mit ihrem Tod nach 34-jähriger Regierung endet in Frauenchiemsee das späte Mittelalter, das die Äbtissin selbst verkörperte: redlich hatte sie sich um ihr Kloster bemüht, um das religiöse Leben und um die Klostergüter. Das Eindringen der reformatorischen Ideen und der damit verbundenen Unruhe auf die Fraueninsel konnte sie nicht verhindern, wie der Fall der Frau Euphrosina Herzheimer zeigt.
Noch Johann Doll vermutet, dass ihre Resignation möglicherweise im Zusammenhang mit der Hinwendung ihres Bruders zum Luthertum stehe. Diese Ansicht, besser: dieser Verdacht, hat sich lange gehalten, wurde aber durch die Forschung der letzten Jahre widerlegt. So belegt der in dieser Hinsicht völlig unverdächtige Protestant Manfred Fischer 2002 eindrücklich, dass es keinen Hinweis darauf gibt, dass sich der kursächsische Rat und innerste Kämmerer Degenhart Pfäffinger, den Martin Luther übrigens erwiesenermaßen überhaupt nicht schätzte, der neuen Lehre zugewendet hätte, vielmehr alles darauf hindeutet, dass Degenhart tatsächlich bis zu seinem letzten Atemzug getreuer Katholik blieb. Wörtlich stellt er fest: „Und dieser Degenhart Pfeffinger, ein gläubiger, der alten damaligen Kirche und ihren Regularien verhafteter Mann, sollte ein Gönner, vielleicht ein Freund Martin Luthers gewesen sein? Jenes Mannes, der an vielen jener hergebrachten Glaubensformen und -regeln der Kirche zu rütteln begann. Die Geschichte jedenfalls zeichnet dazu kein klares Bild, soviel sei hier vorab schon einmal festgestellt.“
Ursula hat Luther vermutlich im April oder Mai 1516 in Eisleben getroffen. Luther schreibt am 8. Juni 1516 in einem Brief an Georg Spalatin: „Und laß dir ja nicht beikommen, daß das so gar geheim sei, was dein Fürst sammt dir vorhat; ich habe schon längst, ehe ich deinen Brief gesehen habe, gehört, daß der ehrwürdige Vater zum Bischof verlangt werde (wenn ich mich recht erinnere)‚ zu Kimsehe. Dies aber ist es, wenn ich nicht falsche Witterung gehabt habe, wovon dein Brief und der Pfeffingers, ja auch der seiner Schwester, der Aebtissin die ich zu Eisleben gesehen habe, handelt.“ Wenn Luther aber tatsächlich eine Schwester Degenharts in Eisleben getroffen haben sollte, dann muss es Ursula gewesen sein, weil Regina zu diesem Zeitpunkt bereits fast zwei Monate tot und jedenfalls auch schon seit zwei Monaten nicht mehr Äbtissin war.
Geradezu grotesk aber mutet die noch 1998 geäußerte Ansicht Georg Lohmeiers an, der allen Ernstes behauptet: „Die gute und gelehrte Frau regierte das Inselkloster während der Lutherzeit, ist als Reformationsfreundin unter die Räder gekommen. Denn ihr Bruder Degenhart Pfeffinger, niederbayerischer Erbmarschall und der letzte seines Blutstammes, war ein Gönner und Freund Martin Luthers gewesen. Er hat [...] hat Martin Luther berufen, ihm sogar die Promotion an der Universität zu Leipzig bezahlt und stand auf den Reichstagen auf der Seite des Reformators. Er hat sogar mit seiner Schwester, der Äbtissin Ursula Pfeffingerin auf Frauenwörth, Luther zum Bischof vom Chiemsee kreieren wollen. Was Luther aber um 1519 bereits abgelehnt hat. 1519 ist Degenhart verstorben. Die Regensburger Beschlüsse des römischen Legaten untersagten anno 1525 in aller Strenge jede Beziehung zum Luthertum. Die folgenden Salzburger Synodalbeschlüsse noch kräftiger. Darum hat sie abdanken müssen die Ursula Pfeffingerin, die Schwester des Lutherfreundes. Es hat plötzlich ein anderer Wind geweht. Ursulas Schwester, Regina, der Äbtissin auf dem Nonnberg über Salzburg ists ebenso ergangen.“ Dazu:
1. Zur Frage, ob Degenhart ein "Lutheraner" geworden sei, siehe oben Manfred Fischer.
2. An die neugegründete Universität zu Wittenberg, die Alma Mater Leucorea wurde Martin Luther von Kurfürst Friederich III. von Sachsen selbst und direkt berufen, dieser bezahlte auch dessen Promotionsgebühr von 50.000 fl., die lediglich von Degenhart Pfäffinger in seinem Auftrag Luther ausgehändigt wurde. Die Quittung Luthers darüber ist übrigens das älteste seiner eigenhändigen Dokumente in deutscher Sprache.
3. Luther wurde selbstverständlich auch von der Alma Mater Leucorea zu Wittenberg zum Doctor theologiae promoviert und nicht, wie von Lohmeier behauptet, in Leipzig.
4. Zu Degenharts Lebzeiten beschäftigte sich nur der Reichstag von Augsburg 1518 mit Martin Luther. Auf diesem Reichstag stand Degenhart nicht auf Luthers Seite, sondern vertrat die Sache seines kurfürstlichen Herrn. Dieser selbst Stand allerdings auf der Seite Luthers. Daraus aber eine Gesinnung Degenharts abzuleiten, bedeutet, das Wesen des Beamtentums nicht verstanden zu haben.
5. Niemals und von niemandem wurde jemals versucht, Luther zum Bischof von irgendwo zu machen. Es gab allerdings Bestrebungen des Kurfürsten Friedrich, Luthers Klostervorsteher, den Augustiner-Eremiten Johann von Staupitz zum Bischof von Chiemsee zu machen, worüber sich Luther in dem oben erwähnten Brief an Georg Spalatin vom 8. Juni 1516, also noch vor dem Thesenanschlag, an Spalatin entrüstet zeigt, weil der dessen Korrumpierung befürchtet.
6. Was nun die Regensburger Beschlüsse des römischen Legaten anno 1525 mit der erst 3 Jahre (!) späteren Resignation Ursulas zu tun haben sollen, bleibt rätselhaft, der Zusammenhang mit den Salzburger Synodalbeschlüsse ebenso.
7. Dass es Ursulas Schwester Regina "ebenso ergangen" sei, ist ein Musterbeispiel schlampiger Recherche und mangelnder wissenschaftlicher Redlichkeit: Regina resignierte bereits 1514 und starb am 23. April 1516. Der Anschlag der 95 Thesen erfolgte bekanntlich erst am 31. Oktober 1517. Soviel an Geschichtswissen sollte man einem Herrn, dem Bayern und seine Geschichte angeblich so sehr am Herzen liegen, schon zumuten dürfen.

Wo Ursula Pfäffinger genau beigesetzt wurde, wissen wir nicht. Eine Äbtissinnengruft existiert nicht in Frauenchiemsee. Ihr querformatiger Gedenkstein findet sich in der Klosterkirche an der linken Wand vorne im rechten Teil des Chorumganges. Er zeigt im (vom Betrachter aus gesehen) linken Feld den heiligen Andras und zu dessen Füßen die Äbtissin kniend und andächtig betend vor einer im rechten Feld befindlichen Pieta.
Peter Bomhard sagt dazu: "Das Relieffeld ist halbiert; außen und in der Mitte ist jeweils ein Baumstamm. angebracht, aus dem Rankenäste wachsen, die über den beiden Reliefflächen Bögen bilden. Im linken Feld: Die kniende Äbtissin mit Krummstab und offenem Buch in den Händen, hinter ihr der hl. Andreas als Schutzpatron, links außen ein Knabe (nicht Putto) mit dem Wappenschild der Pfäffinger. Im rechten Feld:. Pieta (Maria mit dem toten Erlöser auf den Knien), rechts außen ‚wilder Mann’ mit dem Stiftswappen. Am breiten Rahmen ein aufgelegtes, in Wellen umgeschlagenes Schriftband mit der reliefierten Minuskelinschrift"
Anno . d(omi)ni . M . quingentesi(m)o / [Anm.: Zwischenraum für noch nicht eingetragenes Todesdatum] Obyt . venerabilis . in . Cristo . d(omi)na . d(omi)na . vrsula pfäffingerin . huius . Cenoby . / . abbatissa . Cuius a(n)i(m)a requiescat in . pace . (Übers.: Im Jahr des Herrn 15.. starb die ehrwürdige Frau in Christo Frau Ursula Pfäffinger, Äbtissin dieses Klosters. Ihre Seele ruhe in Frieden.)
Bemerkenswert an dem Stein Ursulas ist die Plastizität und das Dekor. Dieselbe Meisterhand will Peter von Bomhard auf den Epitaphen für Hanns Wertinger († um 1527) und Hanns Herzheimer († 1532), ohne einen Namen zu nennen, erkannt haben. Es ist auf diesem Stein auch das letzte Mal in einer Inschrift eines Äbtissinnengrabes diese Klosters, dass ein lateinisches Formular benutzt wird. Danach setzt sich Deutsch durch.

## Geschwister
Maria alias Ursula Pfäffinger hatte vier (oder fünf) Geschwister:
- ihr Bruder Bernhard (* vor 1462; † 1482) war Höfling bei König Ladislaus II. von Böhmen und Ungarn in Prag. Er starb unverheiratet an der Pest.
- ihre Schwester Regina (* vor 1463; † 1516) war wie Maria dem geistlichen Stand beigetreten und von 1505 bis 1514 die 42. Äbtissin des Benediktinen-Frauenstifts Nonnberg in Salzburg.
- ihr Bruder Degenhart (* 1471; † 1519) hatte u. a. als letzter der Familie das Erbmarschallamt von Niederbayern (Bayern-Landshut) inne.
- ihre Schwester Anna († 1482) starb beinahe zeitgleich mit ihrer Mutter an der Pest in Passau.
- (der bisweilen zugeordnete Johannes V. Pfäffinger ist legendär. Es dürfte sich um eine spätere Verwechslung mit einem Johannes aus der Linie der Pfäffinger zum Steeg handeln. Über ihn gibt keinerlei zeitgeschichtliche Erwähnung.)